# 小行星8705
小行星8705（英語：8705）是一颗围绕太阳公转的小行星。1994年1月8日，H. Shiozawa、浦田武在藤枝市发现了此天体。
这颗小行星的绝对星等为274.41434等。